# 1999-es angol labdarúgó-ligakupa-döntő
Az 1999-es angol labdarúgó-ligakupa-döntő (a szponzor miatt Worthington Cup) két résztvevője a Tottenham Hotspur és a Leicester City volt. A mérkőzést a Wembley Stadionban tartották 1999. március 21-én, szombaton. A Tottenham nyerte a döntőt, ez volt a csapat harmadik ligakupája. A győztes gólt a rendes játékidő hosszabbításában fejelte be Allan Nielsen. Justin Edinburgh lett az utolsó játékos, akit a régi Wembley-ben kiállítottak, miután beleöklözött Robbie Savage fejébe.

## A mérkőzés
| 1999. március 21. | Leicester City | 0 – 1       | Tottenham Hotspur | Wembley, London Nézőszám: 77 892 Játékvezető: Terry Heilbron (County Durham) |
| 1999. március 21. |                | Nielsen 90' |                   | Wembley, London Nézőszám: 77 892 Játékvezető: Terry Heilbron (County Durham) |

| Leicester | Tottenham |

| LEICESTER CITY : |    |                       |           |     |
|                  |    |                       |           |     |
| GK               | 1  | Kasey Keller          |           |     |
| RWB              | 19 | Robert Ullathorne     |           |     |
| LWB              | 11 | Steve Guppy           |           |     |
| CB               | 18 | Matty Elliott         |           |     |
| CB               | 5  | Steve Walsh (csk)     |           |     |
| CB               | 4  | Gerry Taggart         |           |     |
| CM               | 7  | Neil Lennon           |           |     |
| CM               | 6  | Muzzy Izzet           |           |     |
| CM               | 14 | Robbie Savage         | Sárga lap | 90' |
| CF               | 27 | Tony Cottee           |           |     |
| CF               | 9  | Emile Heskey          |           | 74' |
| Cserék:          |    |                       |           |     |
| GK               | 22 | Pegguy Arphexad       |           |     |
| DF               | 15 | Pontus Kåmark         |           |     |
| MF               | 16 | Stuart Campbell       |           |     |
| MF               | 37 | Theódorosz Zagorákisz |           | 90' |
| FW               | 20 | Ian Marshall          |           | 74' |
| Edző:            |    |                       |           |     |
| Martin O’Neill   |    |                       |           |     |

| TOTTENHAM HOTSPUR: |    |                  |     |     |
|                    |    |                  |     |     |
| GK                 | 1  | Ian Walker       |     |     |
| RB                 | 2  | Stephen Carr     |     |     |
| CB                 | 23 | Sol Campbell     |     |     |
| CB                 | 15 | Ramon Vega       |     |     |
| LB                 | 12 | Justin Edinburgh | 63′ |     |
| RM                 | 9  | Darren Anderton  |     |     |
| CM                 | 4  | Steffen Freund   |     |     |
| CM                 | 6  | Allan Nielsen    |     |     |
| LM                 | 14 | David Ginola     |     | 90' |
| CF                 | 10 | Les Ferdinand    |     |     |
| CF                 | 18 | Steffen Iversen  |     |     |
| Cserék:            |    |                  |     |     |
| GK                 | 13 | Espen Baardsen   |     |     |
| DF                 | 32 | Luke Young       |     |     |
| MF                 | 20 | José Dominguez   |     |     |
| MF                 | 22 | Andy Sinton      |     | 90' |
| FW                 | 11 | Chris Armstrong  |     |     |
| Edző:              |    |                  |     |     |
| George Graham      |    |                  |     |     |

## Út a döntőbe
| 2. kör, 1. mérkőzés: Leicester City 3–0 Chesterfield 2. kör, 2. mérkőzés: Chesterfield 1–3 Leicester City 3. kör: Charlton Athletic 1–2 Leicester City 4. kör: Leicester City 2–1 Leeds United Negyeddöntő: Leicester City 1–0 Blackburn Rovers Elődöntő, 1. mérkőzés: Sunderland 1–2 Leicester City Elődöntő, 2. mérkőzés: Leicester City 1–1 Sunderland | 2. kör, 1. mérkőzés: Brentford 2–3 Tottenham Hotspur 2. kör, 2. mérkőzés: Tottenham Hotspur 3–2 Brentford 3. kör: Northampton Town 1–3 Tottenham Hotspur 4. kör: Liverpool 1–3 Tottenham Hotspur Negyeddöntő: Tottenham Hotspur 3–1 Manchester United Elődöntő, 1. mérkőzés: Tottenham Hotspur 0–0 Wimbledon Elődöntő, 2. mérkőzés: Wimbledon 0–1 Tottenham Hotspur |